# Лаґо Джуніор
Лаґо Джуніор (фр. Lago Júnior, нар. 31 грудня 1990, Абіджан) — івуарійський футболіст, нападник іспанського клубу «Мальорка».

## Ігрова кар'єра
Народився 31 грудня 1990 року в Абіджані. Вихованець футбольної школи «Жоель Тіеї». У дорослому футболі дебютував 2007 року виступами за команду «Іссіа Вазі» в івуарійській першості.
2009 року перебрався до Іспанії, приєднавшись до «Нумансії». Згодом також грав в оренді за «Ейбар», а 2013 року перейшов до «Хімнастік» (Таррагона), а ще за два роки — до «Мірандеса».
2016 року став гравцем «Мальорки».